# Muiraquitã
Ein Muiraquitã  (von Tupí muyrá mbyra „Baum“, „Ast“, „Holz“ und  quit „Knoten“) ist ein legendäres zauberkräftiges Amulett, das aus grünem Stein (Jade oder Nephrit) gefertigt ist. Meist stellt es ein Wassertier, z. B. einen Frosch, einen Fisch oder eine Schildkröte dar, seltener einfache zylindrische Formen. Muiraquitãs galten als kostbar und wurden zwischen den Stämmen des Amazonas, des Orinoko und bis in die Karibik als Tauschmittel benutzt.

## Legende
Der Legende nach stammen die Muiraquitãs von den Icamiabas, einem sagenhaften Stamm amazonenhafter Kriegerinnen, die irgendwo in der Amazonasregion Brasiliens ihr Reich haben sollten und schon in den Berichten der ersten Entdecker auftauchen. Die Icamiaba formten die Muiraquitãs aus Steinen, die sie in mondhellen Nächten vom Grund eines besonderen Sees holen und noch ganz weich sind, wenn sie aus dem Wasser kommen. Die so geschaffenen Amulette schenken sie ihren Gefährten, mit denen sie sich einmal im Jahr verbinden, um Nachwuchs zu erzeugen.
In dem Roman Macunaíma schenkt Ci, die Führerin der Icamiabas dem Titelhelden einen Muiraquitã in Form eines Kaimans. Macunaíma verliert das Amulett. Seine Versuche, den Muiraquitã wieder in seinen Besitz zu bringen, sind der rote Faden für die Handlung dieses pikaresken Romans.

## Grüne Steine
Berichte über zauberkräftige, insbesondere Krankheiten heilende, grüne Steine sind zahlreich und erstrecken sich über einen großen Zeitraum. Bereits Walter Raleigh berichtet:

„These Amazones have likewise great store of these plates of golde, which they recover by exchange chiefly for a kinde of greene stones, which the Spaniards call Piedras Hijadas, and we use for spleene stones, and for the disease of the stone we also esteeme them: of these I saw divers in Guiana, and commonly every king or Casique hath one, which their wives for the most part weare, and they esteeme them as great jewels.“

„Diese Amazonen haben zahlreiche Goldgefäße, die sie vorwiegend im Tausch gegen eine Art grüner Steine erhalten, welche die Spanier Piedras Hijadas nennen, uns als Jade gelten und die auch wir wegen ihrer Heilkraft schätzen. Von diesen sah ich in Guyana viele, und im Allgemeinen hat jeder König oder Kazike so einen Stein, meist tragen ihn deren Frauen, und sie gelten bei ihnen als sehr edle Steine.“

Der französische Naturforscher Charles Marie de La Condamine berichtete 1745, dass ein Stamm namens Tupinambá an der Mündung des Rio Tapajós grüne Steine von den „Frauen ohne Männer“, den Cougnantainsccouima erhielten. Ähnliches wird von den Amicouan am Oyapock in Guyana berichtet, bei denen es viele dieser grünen Steine gäbe.